# Hans von Hayek

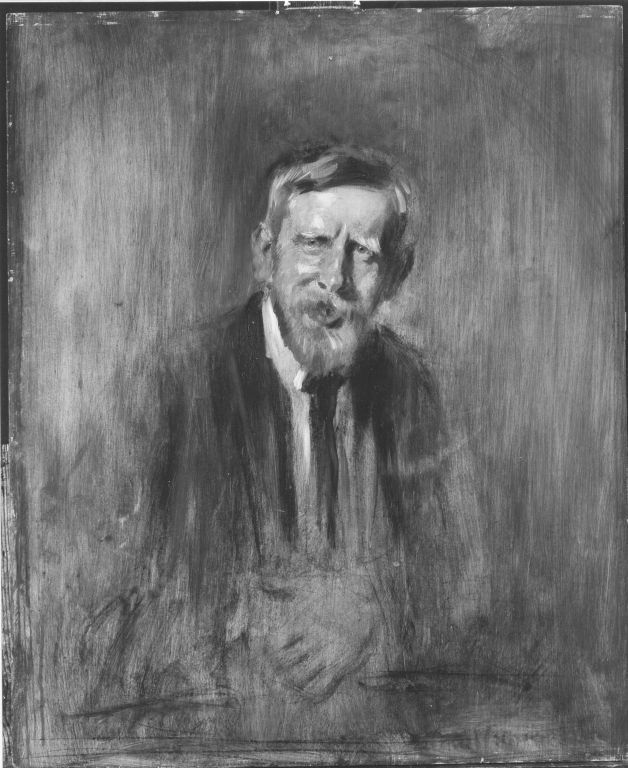
Leo Samberger - Hans von Hayek - 1914 - Bavarian State Painting Collections

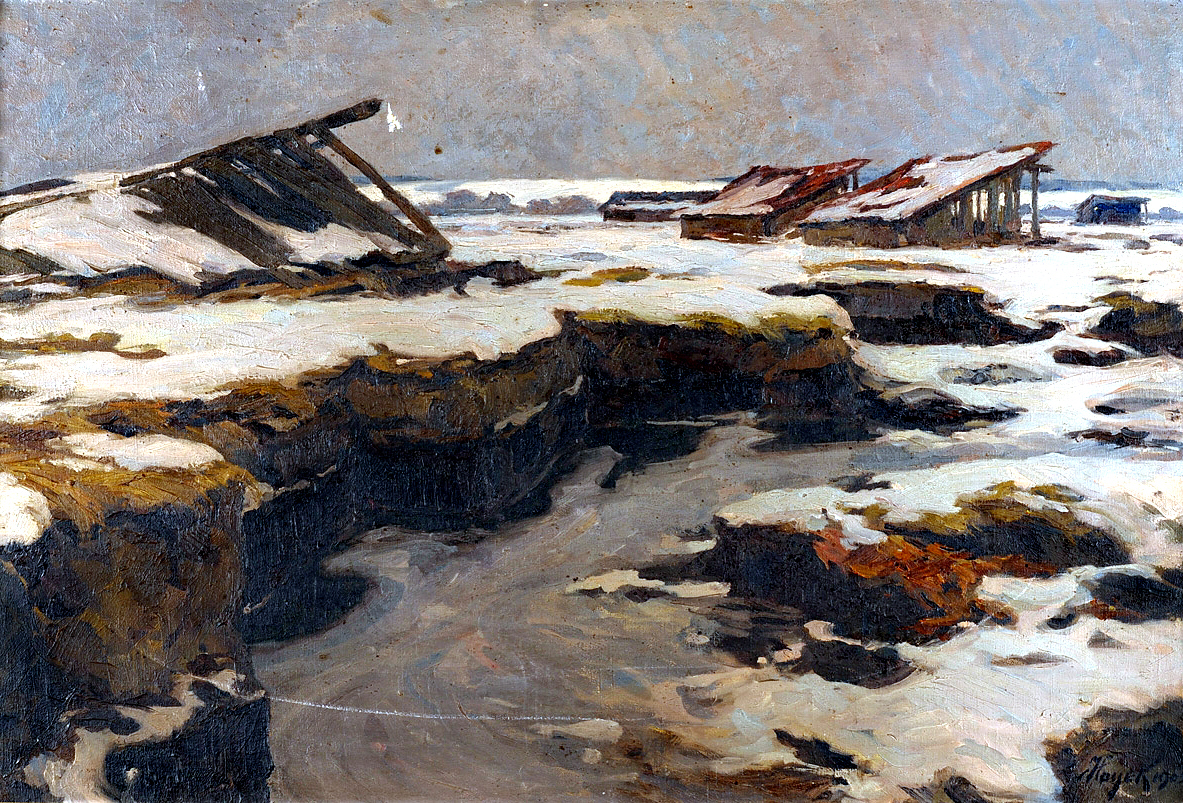
Hans von Hayek Wintertag

Hans von Hayek (n. el 19 de diciembre de 1869 en Viena, Austria-Hungría ; † 17 de enero de 1940 en Múnich) fue un pintor austriaco.

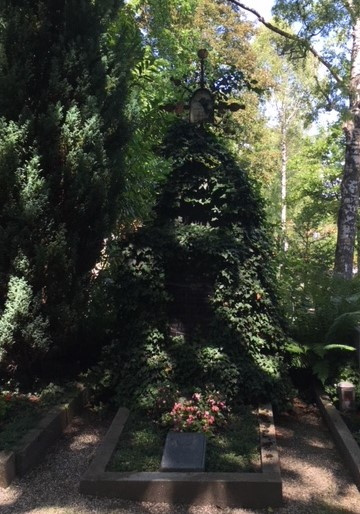
Tumba del artista "Alter Friedhof Dachau"; DEPARTAMENTO II, núm. 58

## Biografía y obra artística

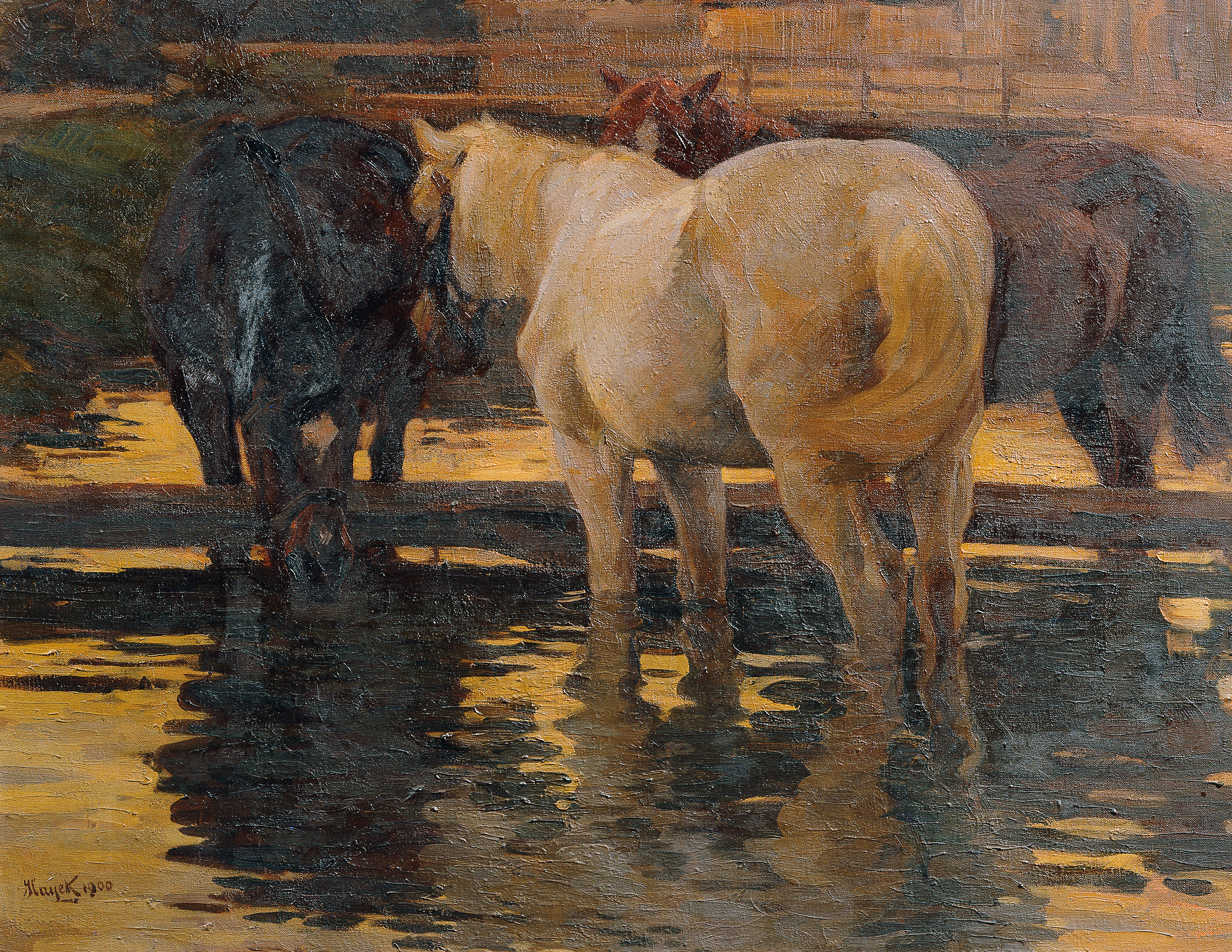
Hans von Hayek - Pferde in der Schwemme - 450 - Österreichische Galerie Belvedere

Hans von Hayek solo estudió por un corto tiempo en la Escuela de Artes Aplicadas de Viena. En 1891 llegó a Munich. Allí estudió en la Academia de Arte con Gabriel von Hackl, Wilhelm von Lindenschmit el Joven y Carl von Marr, entre otros. Pronto conoció al pintor de exteriores y animales Heinrich von Zügel, quien tuvo una influencia decisiva en su trayectoria artística. Hans von Hayek dejó Munich, se trasladó a Olching an der Amper y finalmente llegó a Dachau en 1900. En ese momento la ciudad era conocida internacionalmente como un lugar para artistas. Allí fundó una escuela privada de pintura (que dirigió hasta 1915) y se dedicó principalmente a la pintura al aire libre. Su círculo de alumnos incluía a: Hugo Hatzler, Hermann Stenner, Berta Kaiser, Anna Klein, Carl Olof Petersen y Norbertine Bresslern-Roth. Carl Thiemann escribió sobre la escuela de pintura de Hayek en sus memorias de la ciudad de artistas de Dachau:

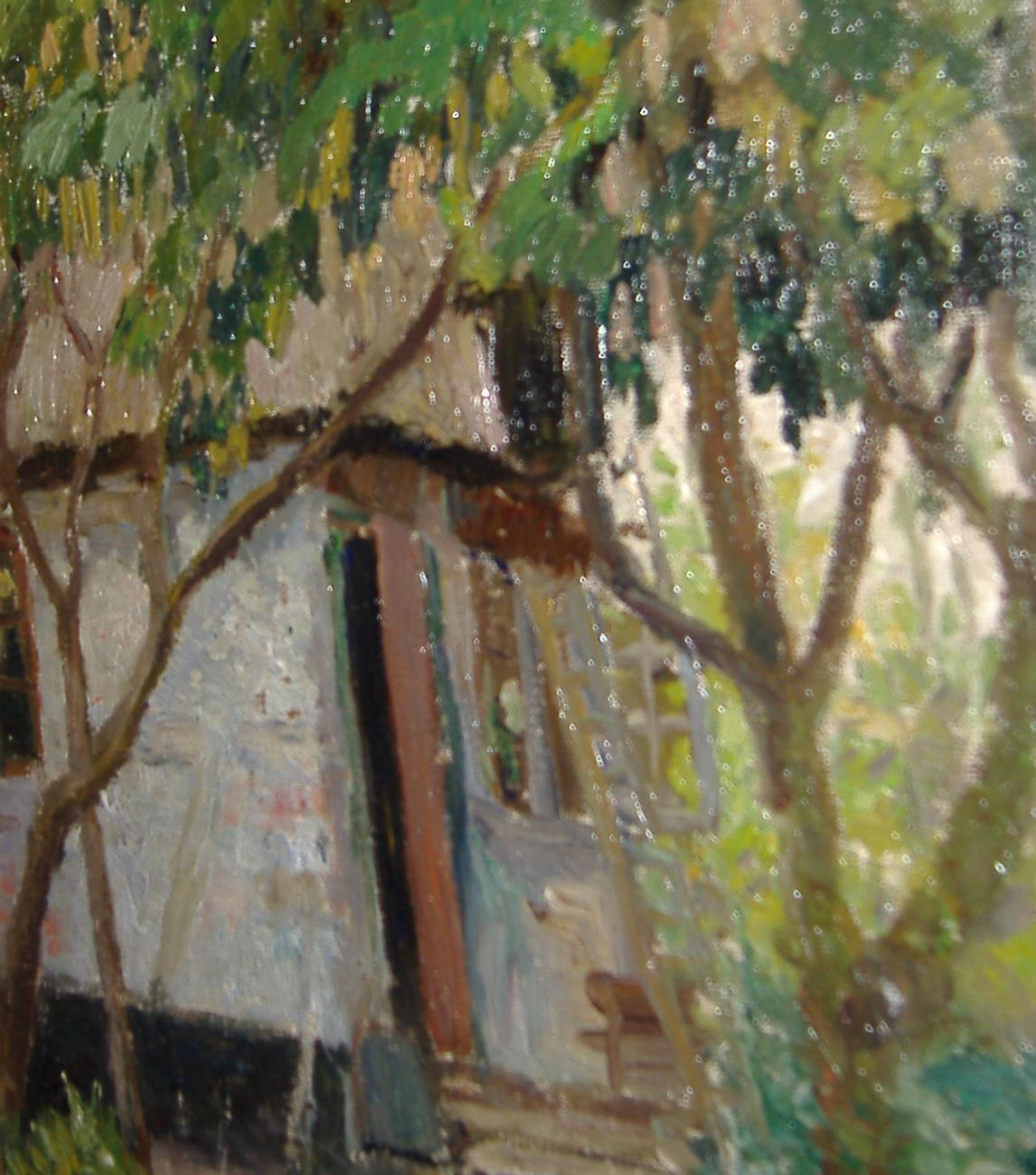
Hans von Hayek: Moosschwaige en Augustenfeld

En el verano, acudían a él numerosos estudiantes, que luego hacían su aprendizaje en el estudio o al aire libre en la naturaleza. Luego, en las diferentes zonas del variado paisaje de Dachau en los Moos, en el Amper, en los prados, agrupados alrededor de un hermoso árbol, se podía ver a los pintores de pie o sentados, pintar, a menudo para disgusto de los granjeros, cuya hierba era pisoteada y, a menudo, también contaminada con los residuos de pintura al óleo... (Thiemann o J., pág. 18).
El éxito económico le permitió realizar extensos viajes de estudio. Visitó París, Holanda, Hamburgo, la Riviera y pequeños pueblos de pescadores en los mares Báltico y del Norte.
Como miembro de la junta directiva ampliada de la Secesión de Múnich, Hans von Hayek fue uno de los organizadores de la décima exposición en el Palacio Real en 1904. Edificio de exposiciones de arte en Königplatz, que también fue conocida como la primera exposición de la Asociación de Artistas Alemanes. Él mismo participó allí con el cuadro Homecoming from Work  y poco después también se convirtió en miembro de la Asociación de Artistas . En 1908 el artista adquirió la ciudadanía alemana.
Durante la Primera Guerra Mundial, trabajó como pintor de guerra y, por lo tanto, estuvo siempre en el centro de las batallas. Después de 1918, Hans von Hayek volvió a vivir en Múnich, si bien su estancia en la ciudad fue interrumpida por largos viajes a Indonesia, Colombo, Ceilán, Sumatra y otros países.
Su vida inestable ha encontrado una rica expresión artística en dibujos, acuarelas y pinturas al óleo. Desastres como el incendio en el Glaspalast de Munich en 1931 y el bombardeo del estudio de Hayek en Munich en 1945 dejaron vacíos significativos en este legado. Sus obras restantes se pueden encontrar en las grandes colecciones de Munich, Viena, Krefeld, Stuttgart y en manos privadas” (Thiemann-Stoedtner 1981, p. 33 f. ).
El pintor fue cofundador de la Asociación de Museos de Dachau y desempeñó un papel clave en el desarrollo de la pinacoteca y el museo del distrito en la ciudad del Amper.
Una parte considerable de sus obras de arte se pueden encontrar en la Galería de pintura de Dachau.

## Obras (selección)

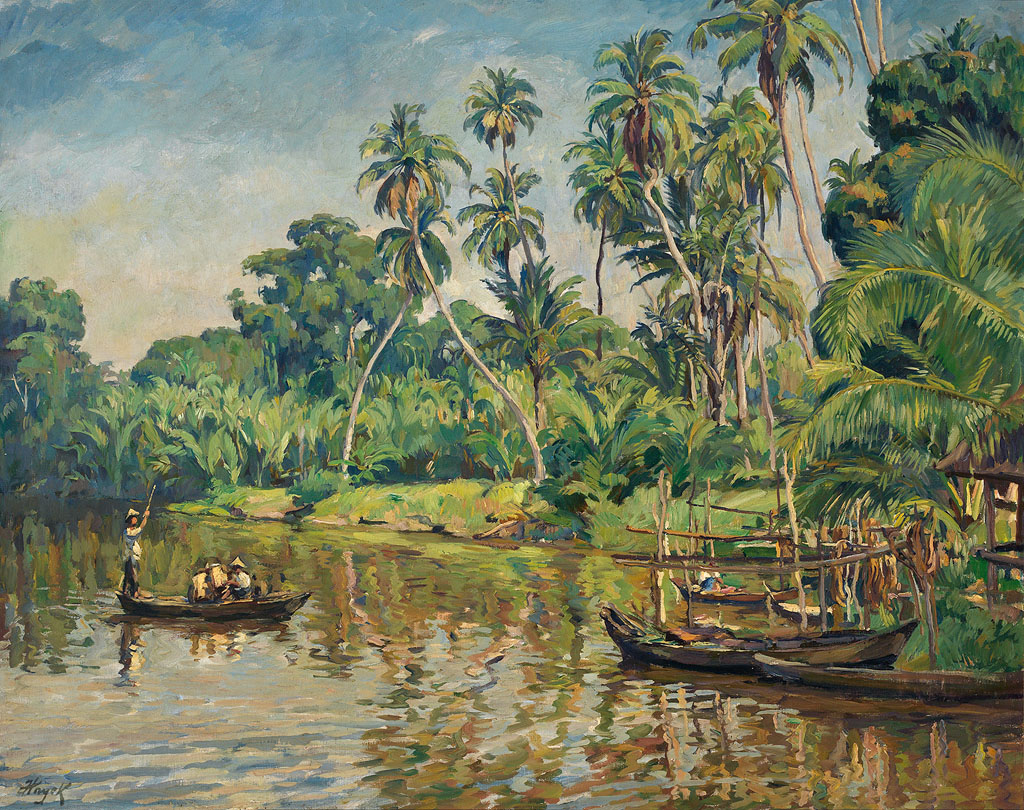
Hans von Hayek: Paisaje fluvial en Sumatra

- Regreso a casa del trabajo, (óleo sobre lienzo, c. 1904)
- Puente Amper, (óleo sobre lienzo, c. 1905)
- Moss Thistles, (óleo sobre lienzo, c. 1905)
- Canal Schleissheim, (Óleo sobre lienzo, c. 1910)
- Amazona con caballo pastando bajo el árbol, (óleo sobre lienzo, 1910)
- Lavadero grande en Ascherbach, (grabado, c. 1912)
- Estado de ánimo de marzo en la empinada cuesta del mercado, (óleo sobre lienzo, hacia 1915)
- Un rayo de sol en la plaza del ayuntamiento de Dachau (óleo sobre lienzo, c. 1910)
- Invierno de Dachau, (óleo sobre lienzo, c. 1913)
- Moosschwaige en Augustenfeld, (óleo sobre tabla, hacia 1908)
- Chozas de turba, (dibujo de tiza, c. 1912)
- Rebaño de ovejas en un lago de meandros en Dachauer Moos, (óleo sobre lienzo, alrededor de 1900)
- Mercado de agricultores de Dachau, (dibujo a lápiz, c. 1905)
- Before Spring Awakens, (óleo sobre lienzo, c. 1908)
- Anochecer sobre un prado florido, (óleo sobre lienzo, c. 1910)
- Un luminoso día de otoño en la antigua presa de madera del Amper (óleo sobre lienzo, hacia 1900)
- Una tarde de invierno en el canal Schleissheim (óleo sobre lienzo, c. 1910)
- Un día nevado de invierno en el canal Schließheim (óleo sobre lienzo, c. 1910)
- Mercado de primavera en un pueblo del norte (óleo sobre lienzo, c. 1905)
- Ovejas en el corral, (óleo sobre tabla, c. 1910)
- Rebaño de ovejas cruzando un arroyo, (óleo sobre lienzo, c.1918)
- Otoño en una pequeña arboleda, (óleo sobre cartón)
- Paisaje de Dachau, (acuarela c. 1900-1915)